# Jaroslav Durych
Jaroslav Durych (ur. 2 grudnia 1886 r. w Hradcu Králové, zm. 7 kwietnia 1962 r. w Pradze) – czeski prozaik, poeta, dramaturg, publicysta i lekarz wojskowy.

## Życiorys
Przyszedł na świat w katolickiej rodzinie o rzemieślniczych tradycjach. W wieku 6. lat stracił matkę, w wieku 11. ojca. Studiował najpierw w seminarium duchownym w Przybramie, skąd został usunięty za czytanie zakazanej literatury. Przeniósł się do Pragi, gdzie studiował medycynę. Studia ukończył w 1913 r., a ponieważ korzystał z wojskowego stypendium, podczas I wojny światowej służył jako lekarz wojskowy. Po zakończeniu wojny przez krótki czas prowadził praktykę dentystyczną, ale w 1949 roku wrócił do wojska, wstąpił do armii czechosłowackiej i pracował jako lekarz wojskowy do 1939 roku, dosłużył się stopnia podpułkownika. W czasie II wojny światowej i po 1945 roku żył w izolacji. Zmarł w Pradze w 1962 roku.

## Twórczość
Twórczość Jaroslava Durycha obejmuje prozę, poezję i dramat. Podstawą całego różnorodnego formalnie dorobku Durycha są wartości katolickie oraz wizja świata jako uporządkowanego według woli Boga a nie człowieka. Po I wojnie światowej ten punkt widzenia sprawił, że Durych znalazł się w opozycji do dominujących w I Republice tendencji humanistycznych, liberalnych czy relatywistycznych. Bywa nazywany “dysydentem I Republiki”, między innymi ze względu na krytykę dominującego wówczas w Czechosłowacji antykatolicyzmu oraz polemizowanie z wizją czeskich dziejów przedstawianą przez Tomáša Garrigua Masaryka, twórcę i prezydenta I Republiki. Katolicyzm jest uważany za najważniejszy rys jego twórczości publicystycznej. Wraz z Jakubem Demlem i Janem Zahradníčkiem należał do głównych przedstawicieli konserwatywnego i katolickiego nurtu w czeskiej literaturze pierwszej połowy XX w.. Wiele prozatorskich i poetyckich utworów Durycha odzwierciedla jego fascynację barokiem. Autor łączy wzniosłe, metafizyczne treści z naturalistycznymi opisami. W Polsce ukazały się tylko powieści historyczne Durycha, jednak pisał on także o współczesnych wydarzeniach, jednym z jego ostatnich dzieł była nowela Boża tęcza (czes. Boží duha) o wysiedleniu Niemców z Sudetów, wydana pośmiertnie w 1969.

## Dzieła wydane po polsku
- Requiem, Warszawa: PAX, 1958[2],
- Zbłąkani, Warszawa: PAX 1960[2].

## Literatura
- Martin C. Putna: Česká katolická literatura v evropském kontextu 1848–1918. Praha 1998
- Aleksandra Pająk: Jaroslav Durych a spór o sens czeskich dziejów. Opole 2006
- Michał Stefański: Czeska krytyka katolicka lat 1918-1938. Warszawa 2007